# Брейвик, Эмиль
Эмиль Вархёугвик Брейвик (норв. Emil Varhaugvik Breivik; род. 11 июня 2000, Gossa, Мёре-ог-Ромсдал) — норвежский футболист, центральный полузащитник клуба «Молде».

## Клубная карьера
Брейвик — воспитанник клуба «Госсен», в 14 лет перешел в молодежную академию «Молде». За основную команду дебютировал 19 июня 2019 года в Кубке Норвегии против клуба «Оллесун», выйдя на поле на 79 минуте вместо датского полузащитника Кристоффера Реммера. В августе 2019 года продлил контракт с «Молде» до 2022 года и был отдан в аренду клубу «Рёуфосс» до конца сезона. За новый клуб дебютировал 21 августа в матче ОБОС-лиги против клуба «Сандефьорд». Свой первый гол за «Рёуфосс» и в профессиональном футболе забил 1 сентября в ворота «Нест-Сотра». 
30 января 2020 года опять перешел в «Рёуфосс» на правах аренды до конца сезона. 
В сезоне 2021 вернулся обратно в «Молде». 16 мая дебютировал в Чемпионате Норвегии в матче против клуба «Бранн». 22 октября продлил контракт с «Молде» до 2025 года.

## Международная карьера
16 ноября 2021 года дебютировал за сборную Норвегии до 21 года в матче против сборной Азербайджана до 21 года. В августе 2023 года Брейвик впервые был вызван в сборную Норвегии главным тренером Столе Сольбаккеным.

## Статистика
| Выступление      | Выступление      | Выступление      | Лига | Лига | Кубок | Кубок | Еврокубки | Еврокубки | Итого | Итого |
| Клуб             | Лига             | Сезон            | Игры | Голы | Игры  | Голы  | Игры      | Голы      | Игры  | Голы  |
| ---------------- | ---------------- | ---------------- | ---- | ---- | ----- | ----- | --------- | --------- | ----- | ----- |
| → Рёуфосс        | ОБОС-лига        | 2019             | 11   | 1    | —     | —     | —         | —         | 11    | 1     |
| → Рёуфосс        | ОБОС-лига        | 2020             | 29   | 5    | —     | —     | —         | —         | 29    | 5     |
| → Рёуфосс        | Итого            | Итого            | 40   | 6    | —     | —     | —         | —         | 40    | 6     |
| Молде            | Элитсерия        | 2019             | —    | —    | 1     | 0     | —         | —         | 1     | 0     |
| Молде            | Элитсерия        | 2021             | 20   | 1    | 5     | 0     | 5         | 0         | 30    | 1     |
| Молде            | Элитсерия        | 2022             | 27   | 1    | 3     | 0     | 12        | 4         | 42    | 5     |
| Молде            | Элитсерия        | 2023             | 28   | 7    | 5     | 2     | 11        | 2         | 44    | 11    |
| Молде            | Итого            | Итого            | 75   | 9    | 14    | 2     | 28        | 6         | 117   | 17    |
| Всего за карьеру | Всего за карьеру | Всего за карьеру | 115  | 15   | 14    | 2     | 28        | 6         | 157   | 23    |

## Достижения
«Молде»
- Элитсерия: 2022[12]
- Кубок Норвегии (2): 2021/22[12], 2023